# Pseudaulacaspis cockerelli
Pseudaulacaspis cockerelli är en insektsart som först beskrevs av Cooley 1897.  Pseudaulacaspis cockerelli ingår i släktet Pseudaulacaspis och familjen pansarsköldlöss. Inga underarter finns listade i Catalogue of Life.